# 傷つきやすいアメリカの大学生たち
『傷つきやすいアメリカの大学生たち：大学と若者をダメにする「善意」と「誤った信念」の正体』（きずつきやすいアメリカのだいがくせいたち：だいがくとわかものをダメにする「ぜんい」と「あやまったしんねん」のしょうたい、原題: The Coddling of the American Mind: How Good Intentions and Bad Ideas Are Setting Up a Generation for Failure）は、グレッグ・ルキアノフとジョナサン・ハイトが2018年に出版した書籍である。2015年に米国のアトランティック誌に寄稿した評判のエッセイを発展させたものである。ルキアノフとハイトは、大学生に対する過保護は悪影響を及ぼしており、トリガー警告と「安全な場所」は良いことより悪いことの方が多い、と主張している。なおタイトルの直訳は「アメリカン・マインドの甘やかし」で、1987年に哲学者アラン・ブルームが出した『アメリカン・マインドの終焉』（The closing of the American mind）を踏まえている。

## 概要
ルキアノフとハイトは、大学のキャンパスで起きている多くの問題は3つの「エセ真理」に起因していると主張する。それは「困難な経験は人を弱くする」「常に自分の感情を信じよ」そして「人生は善人と悪人の闘いである」というものだ。著者によるとこの3つの「エセ真理」は、近代の心理学や多くの文明の古代からの知恵をきっぱり否定している。  
この本はマイクロアグレッション、アイデンティティ政治、「安全イズム」、キャンセル・カルチャー、そしてインターセクショナリティについて論じている。著者は安全イズムについて、安全性（精神上の安全も含む）は神聖な価値となって、他の現実的かつ道徳的な懸念から要求されるものと交換したくないと考える文化又は信念と定義している。安全イズムの文化に支配されると、若者の社会的、感情的、学術的な成長が妨害されるようになる、と彼らは主張する。現代の党派性つまり「政治的な分断と政党間の憎悪の増長」についても論じ、右派と左派が「相互の挑発と報いの暴力ゲームに陥っている」と述べている:125。
著者は大学当局に対し、表現の自由の原則に関するシカゴ大学の声明を支持し:255-257、学生たちにトリガー警告や「安全な場所」の使用を支持しないことを事前に通告するように呼びかけている。また具体的プログラムとして、LetGrow、レノア・スクナージの放し飼いの子育て、子どもたちにマインドフルネスを教えること、そして認知行動療法（CBT）の基礎を提案している:241。 
その結論として著者は、近い将来に大学のうちのいくつかが「異なる学術文化の発展させ、全てのアイデンティティグループからの学生たちを分断することなく歓迎する方法を見つける」ことができるようになると書いている。そしてこれらの大学への「出願と入学」が急増すれば、「あとは市場原理が解決してくれる」としている:268。

## 出版
この書籍はニューヨーク・タイムズ紙のハードカバー・ノンフィクション・ベストセラーリストで8位になった。そして4週間に渡りリストに記載された。

### 日本語訳
2022年12月に草思社から西川由紀子の訳で『傷つきやすいアメリカの大学生たち：大学と若者をダメにする「善意」と「誤った信念」の正体』が刊行された。

## 評価
フィナンシャルタイムズ紙のエドワード・ルースはこの本を賞賛し、著者らは「「安全イズム」がいかに若者の心を束縛しているかを見せた偉大な仕事をした」と書いた。コナー・フリーダースドルフはアトランティック誌に肯定的書評を書いた。ニューヨーク・タイムズ紙に寄稿したトーマス・チャタートン・ウィリアムズは、最近のキャンパスの傾向についてのこの本の説明と分析は「説得力がある」と賞賛した。
ワシントン・ポスト紙に寄稿したウェズリアン大学学長マイケル・S・ロスは、現代の学生が「自分たちは壊れやすいと信じ込んでいることで力を失っている」というこの本の主張に疑問を呈し、賛否両論を書いている。ロスは著者の「「道徳的依存」の習慣が増す事の危険性の洞察は時期を得て重要だ」とも言っている。ガーディアン紙に寄稿したモイラ・ヴァイゲルは、ルキアノフとハイトが「若者たちを行動に駆り立てる危険は、皆彼らの頭の中にある」と主張していることを批判した。著者たちは学生が病的な認知の歪みに苦しみ、それが積極的行動を刺激しており、著者たちが提供する認知行動療法に基づく自助法を使って修正できる、といっている。ヴァイゲルは、著者たちが進歩の言葉を含む独自の言語コードを作っている、と述べている。
日本経済新聞に書評を書いた慶應義塾大学教授渡辺靖は、米国では「Z世代」の若者を中心に「言論の自由」を懐疑的に捉える傾向がある、としたうえで、その原因について「著者は主に6つの理由を挙げているが、今日の米国におけるキャンセルカルチャーやポリティカル・コレクトネス（PC）の最前線を理解するうえで、最良の一冊といってよい」と評している。